# Auditorio Alfredo Kraus
Auditorio Alfredo Kraus (Auditorij Alfredo Kraus) je avditorij na Kanarskih otokih, v Las Palmas de Gran Canaria in je ena najbolj edinstvenih stavb v glavnem mestu Gran Canaria. Ustvaril jo je Óscar Tusquets in je bila zgrajena med letoma 1993 in 1997 z idejo o postavitvi svetilnika za zaščito plaže Las Canteras. Odprt je bil 5. decembra 1997. Avditorij nosi ime Alfreda Krausa v poklon in hvaležnost delu tenorista z Gran Canarie. V njegovi glavni dvorani, za orkestrom, je ogromno okno, veliko okoli 100 m², ki omogoča pogled na Atlantski ocean med obiskom koncerta.
Avditorij Alfredo Kraus med drugimi festivali gosti letni mednarodni filmski festival Las Palmas de Gran Canaria in glasbeni festival Kanarskih otokov ter promovira tekmovanja, razstave, kongrese in konvencije. Je sedež Filharmoničnega orkestra Gran Canarie.
V kompleksu avditorija je tudi Palacio de Congresos de Canarias.

## Simfonična dvorana
Simfonična dvorana lahko sprejme 1656 ljudi. Njena šestkotna oblika meri 1650 m² in je zasnovana za izjemno akustiko.
V dvorani so poleg ogromnega okna, ki se odpira med sedeži in morjem, spektakularne orgle, ki so s svojimi 2750 cevmi ene največjih na Kanarskih otokih in edine posvetne orgle na otoku Gran Canaria.
Orgle so bile slavnostno odprte 21. oktobra 1999 s koncertom v navzočnosti grške princese Irene. Recital, ki ga je izvedel organist Wolfgang Seifen, je bil v pomoč Fundación Mundo en Armonía.
Novembra 2002 je bil Avditorij razširjen z dvema novima dvoranama: San Borondón in Alegranza. Osem let kasneje, 3. novembra 2010, se je nabor prizorišč dopolnil z otvoritvijo večnamenske dvorane, ki jo je prav tako zasnoval Óscar Tusquets in ima vgrajen mehanizem za zbiranje sedežev in s tem sprejem vseh vrst dogodkov.

## Komorna dvorana
To je oder, ki gosti cikel mladih izvajalcev in komorne zasedbe.
Fundacija Auditorio de Las Palmas de Gran Canaria je za ta prostor ustvarila cikel Confidencias, katerega novost je v tem, da koncerti, ki jih sestavljajo, združujejo glasbo in dialog, saj povabljeni domači in mednarodni umetniki poleg petja komentirajo svoje pesmi.
V tem prostoru poteka tudi serija Young Canarian Performers Series, zanimiva zaveza kanarskim izvajalcem, katerih program je predstavil najbolj obetavne talente naših otokov. Več kot dvajset svetovnih premier podpira ta cikel.

## Kongresna dvorana
Konferenčni center na Kanarskih otokih ima infrastrukturo za distribucijo signala za glas, podatke in video, ki zbira vse prostore v stavbi, z uporabo kablov kategorije 5 in optičnih vlaken ACPO Multimode, kar omogoča prenos 10-stopinjske tehnologije omrežnega prenosa pri 100 oz 155 Mbitov.
Konferenčni center ima fiksen sistem za simultano prevajanje, ki uporablja infrardeče oddaje v simfonični dvorani in drugega v zbornični dvorani, ki omogoča štiri jezike in se lahko razširi na dvanajst. V teh prostorih so nameščene mobilne kamere, opremljene z pozicionerji in zoom optiko, ki skupaj z monitorji, ki so v vsaki od kabin, omogočajo prevajalcu zaznavanje in fokusiranje govorca ali katerega koli drugega elementa (projekcijsko platno), ki je v pomoč narediti dober prevod. Za ostale prostore je na voljo mobilna oprema, ki podpira dva ali več jezikov, odvisno od zmogljivosti posamezne sobe za prevajalske kabine.
Tehnična oprema objekta vključuje informacijsko nadzorni sistem, ki temelji na monitorjih, ki so razporejeni na določenih točkah, tako da se preko njih iz centralne kontrole lahko pošlje poljubno sporočilo ali slika.
Informacijski sistem dopolnjuje elektronski zaslon z 2 vrsticama po 42 znakov, ki se nahaja v simfonični dvorani in omogoča izpis znakov in grafike.
Kot elementa projekcijskega sistema imata tako komorna dvorana kot simfonična dvorana projekcijsko platno, prvo meri 6 × 5 m, drugo pa 13 × 10 m, pri čemer je posebnost slednjega, da je zasnovano tako, da lahko projektni kino filmi.